# Matelea kirkbridei
Matelea kirkbridei är en oleanderväxtart som beskrevs av G. Morillo. Matelea kirkbridei ingår i släktet Matelea och familjen oleanderväxter. Inga underarter finns listade i Catalogue of Life.